# Adult contemporary

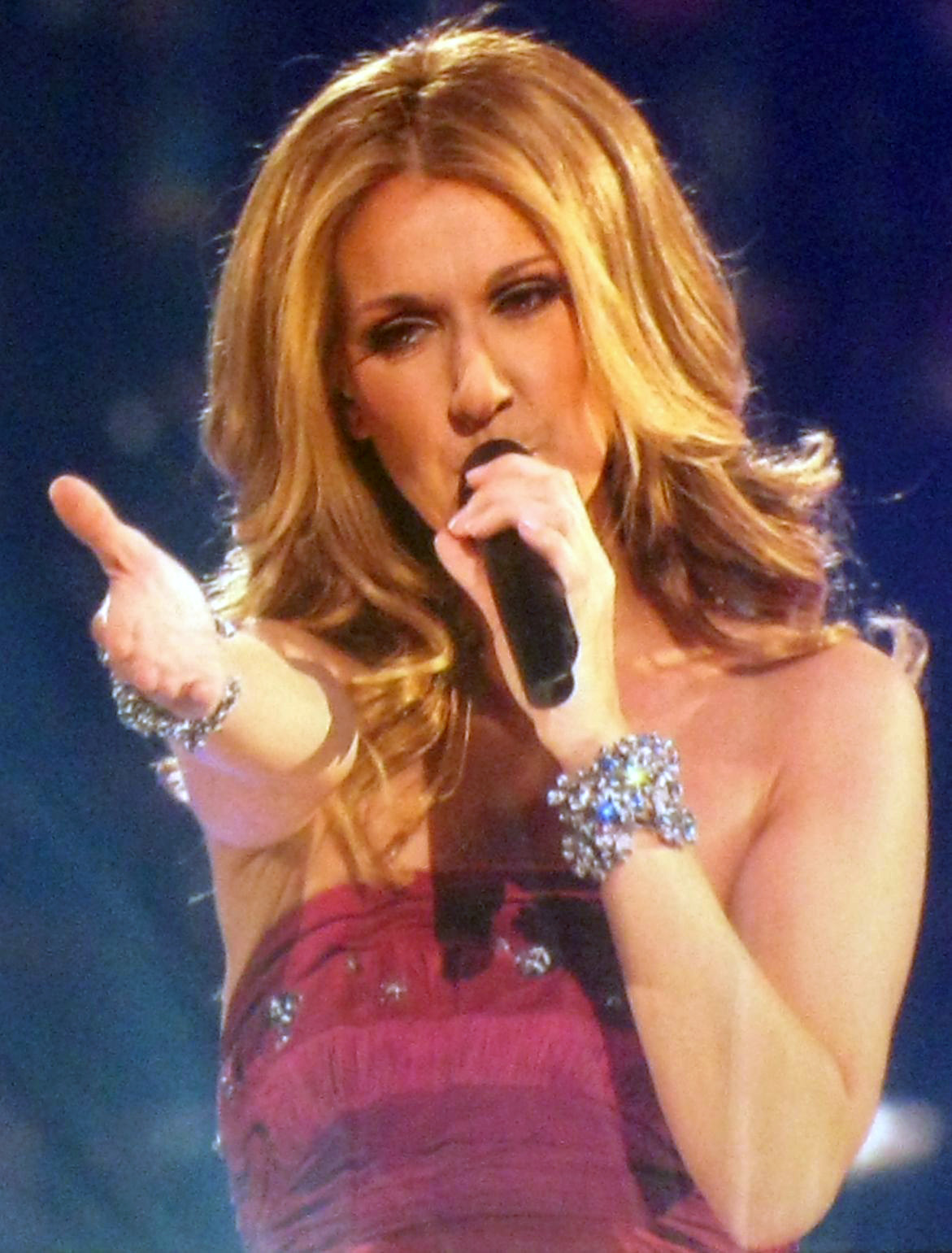
Adult contemporary-artieste Celine Dion is een van de grootste internationale sterren in de geschiedenis van de popmuziek met wereldwijd meer dan 100 miljoen verkochte albums.

Adult contemporary music (AC) is een brede stijl van populaire muziek, variërend van 1960's vocale muziek en 1970's softrock tot voornamelijk ballades van vandaag met in afwisselende mate invloeden uit easy listening, soul, rhythm-and-blues en rock. De term wordt ook gebruikt om radiozenders/radioprogramma's die deze muziek spelen te beschrijven of te catalogiseren. Adult contemporary is eerder een voortzetting van de easy listening en de softrock stijl die populair werden in de jaren 1960 en 1970 met een aantal aanpassingen die de evolutie van de pop/rockmuziek weergeven .
Adult contemporary heeft de neiging weelderige, rustgevende en zeer gepolijste kwaliteiten waar de nadruk ligt op melodie en harmonieën te accentueren. Het is meestal melodisch genoeg om de aandacht van een luisteraar te trekken en is onschuldig en plezierig genoeg als achtergrondmuziek om goed bij te kunnen werken. Zoals de meeste popmuziek, worden de nummers meestal geschreven in een eenvoudige vorm (vaak vers-refrein structuur), evenals het gebruik van herhaalde refreinen.
Adult contemporary is gesteld op romantisch ballades waarin men vooral gebruikmaakt van akoestische instrumenten (hoewel ook basgitaar meestal gebruikt wordt), zoals akoestische gitaren, piano's, saxofoons en soms een orkestrale set. De elektrische gitaren zijn meestal zwak en hoog. Recente adult contemporary muziek is echter meestal voorzien van synthesizers (en andere elektronisch instrumenten zoals drumcomputers.)
AC radiostations spelen ook mainstream muziek, maar ze zullen "hiphop", "heavy metal", op de jeugd gerichte "hardrock", "teen-pop" muziek en ritmische "dansmuziek" uitsluiten, omdat deze genres minder populair zijn onder de doelgroep van deze radiostations, die bedoeld zijn voor een volwassen publiek. Radiozenders die AC muziek spelen richten vaak op de leeftijdsgroep 18-54, ook de bevolkingsgroep die de meeste aandacht heeft ontvangen van adverteerders sinds de jaren 1960.
In de loop der jaren heeft AC tal van sub-genres voortgebracht: "hot AC", "zachte AC" (ook bekend als "lite AC"), "stedelijke AC", "ritmische AC" en "Christian AC" (d.w.z. een zachtere vorm van hedendaagse christelijke muziek). Sommige radio stations spelen alleen "hot AC", terwijl andere alleen "zachte AC" spelen. Er zijn nog andere stations die expliciet een groot aantal sub-genres spelen. Daarom wordt AC niet beschouwd als een specifiek genre in de muziek, maar als een verzameling van geselecteerde tracks van muzikanten van veel verschillende genres.
Het Amerikaanse weekblad Billboard publiceert wekelijks twee hitlijsten voor adult contemporary muziek: de Adult Contemporary voor muziek die dichter tegen easy listening aanzit, en de Adult Top 40 voor muziek die dichter tegen softrock aanzit.